# Холмогоров Ярослав Леонідович
Холмогоров Ярослав Леонідович (19 грудня 1988, Київ — 19 червня 2023, Бахмут) — молодший лейтенант Збройних сил України, учасник російсько-української війни

## Біографія
Ярослав Холмогоров служив командиром взводу 1-ї роти противотанкового батальйону. До війни був відомим фанатом ЦСКА (Київ), який почав активно підтримувати клуб ще в нульових. На початку війни Ярослав потрапив у підрозділ Територіальної оборони «АЗОВ», який згодом перетворився у Полк «Сил Спеціальних Операцій Азов», а в подальшому переріс у 3-тю окрему штурмову бригаду (3 ОШБр).
Займався джіу-джитсу та кросфітом
У Ярослава залишилися дружина та двоє дітей.